# Хайредин Барбароса паша (квартал в Газиосманпаша)
„Хайредин Барбароса паша“ (на турски: Barbaros Hayrettin Paşa) е квартал на Истанбул, разположен в околия Газиосманпаша. Общата му площ е 0,92 км2. Според данни на Адресната система за регистриране на населението (ABPRS) към 2023 г. населението на „Хайредин Барбароса паша“ е 48 164 жители.